# Gösta Sundman
Gustaf Röttger (Gösta) Sundman, född 9 september 1854 i Helsingfors, död 10 maj 1914 i Helsingfors, var en finländsk konsul, konstnär, litograf, kulturhistorisk samlare och författare.

## Biografi
Sundman föddes som Gustaf Röttger Boldt, son till handelsläroverksläraren Johan Simon Boldt och Aurora Gustava Zetterman. Han adopterades av skeppsredaren och kommerserådet Carl Wilhelm Ignatius Sundman. Gösta Sundman gick sex klasser vid lyceet i Helsingfors fram till 1873 och grundade senare ett eget litografiskt institut i Helsingfors.
Han ärvde sin adoptivfars hus vid Södra kajen i Helsingfors, vars försäljning möjliggjorde finansiering av hans bokutgivning. Sundman verkade som Italiens konsul i Helsingfors från 1891 fram till sin död 1914.
Gösta Sundman var gift från 1899 med Agnes Aina Hornborg.

## Verksamhet
Sundman var verksam som konstnär, särskilt tecknare och litograf, och han publicerade flera verk med naturvetenskapliga illustrationer. Han gav mellan 1883 och 1893 ut illustrationsserien Finlands fiskar i tolv häften, med text av professor O. M. Reuter och A. J. Mela från Naturhistoriska museet. Under 1880-talet publicerade han även bildverket Finska fågelägg : Suomen lintuin munia om finska fåglars ägg.
Hans kulturhistoriska samlingar bildade grunden till Helsingfors stadsmuseums första samlingar.

## Verk
- Flydda dagar. Helsingfors 1894
- Karin Eksten med flere konturteckningar. Helsingfors 1896
- Onkel Carls testamente. Berättelse. Helsingfors 1903
- Finlands fiskar. 12 häften, 1883–1893
- Finska fågelägg: Suomen lintuin munia. 1880-talet.